# Colus ombronius
Colus ombronius är en snäckart som beskrevs av Dall 1919. Colus ombronius ingår i släktet Colus och familjen valthornssnäckor. Inga underarter finns listade i Catalogue of Life.